# 汤铭新 (1938年)
汤铭新（1938年11月27日—），上海人，中华人民共和国政治人物、外交官。

## 生平
1960年，毕业于外交学院西班牙语系，进入中华人民共和国外交部工作，曾外派驻哥伦比亚大使馆和驻厄瓜多尔大使馆任职。1991年，任外交部拉丁美洲和加勒比司副司长。1993年4月，出任中华人民共和国驻玻利维亚大使。1996年9月，出任中华人民共和国驻乌拉圭大使。1999年2月，自驻乌拉圭大使离任。2000年至2002年，任北京奥申委网站西班牙文版主编。2004年至2014年，任中国前外交官联谊会副会长兼秘书长。